# Lippia alba
Espèce
Synonymes
- Lantana alba Mill. - Basionyme
- Lantana geminata (Kunth) Spreng.
- Lantana lavandulacea Willd.
- Lantana lippioides Hook. & Arn.
- Lantana mollissima Desf.
- Lippia alba fo. intermedia Moldenke
- Lippia asperifolia A. Rich. ex Marthe
- Lippia citrata Cham.
- Lippia crenata (Griseb.) Kuntze
- Lippia geminata Kunth
- Lippia geminata var. microphylla Griseb.
- Lippia globiflora var. geminata (Kunth) Kuntze
- Lippia havannensis Turcz.
- Lippia panamensis Turcz.
- Lippia rondonensis Moldenke
- Verbena globiflora L'Hér.
- Verbena odorata (Pers.) Steud.
- Zapania lantanoides Lam.
- Zapania odorata Pers.
- Zappania globiflora (L'Hér.) Willd.
- Zappania odoratissima Scop.[1]

Lippia alba est une espèce de plantes à fleurs de la famille des Verbenaceae (famille des verveines). Elle est originaire du sud des États-Unis (sud du Texas) au nord de l'Amérique du Sud en passant par le Mexique, les Caraïbes, et l'Amérique Centrale. L'espèce a été introduite en Australie et en Inde.
C'est un arbrisseau rameux, pouvant atteindre 1,5 mètre. Les feuilles mesurent 1-3 centimètres de longueur pour 0,9-2 centimètres de large et sont opposées ou verticillées par trois. Les fleurs, portant une corolle blanche, rose, ou bleu-violet clair, sont groupées en épis longs de 2 centimètres.
On la connaît sous les noms de brisée, lamerik en Martinique, twa tass en créole antillais, mastranto au Panama, Santa María, toronjil, malojillo, extranjero, poleo au Venezuela, ou en Guyane sous les noms de Mélisse de calme [milis-dé-kanm] (créole), piepiepao (aluku), carmelitana, erva-cidreira (brésilien). Ailleurs, d'autres noms circulent : bushy matgrass, bushy lippia (monde anglophone), hierba negra, pitiona (Mexique),, prontoalivio (Colombie), juanilama (Costa Rica), salvia morada (Argentine), Oaxaca lemon verbana, melissa, verveine blanche,  etc.

## Variétés

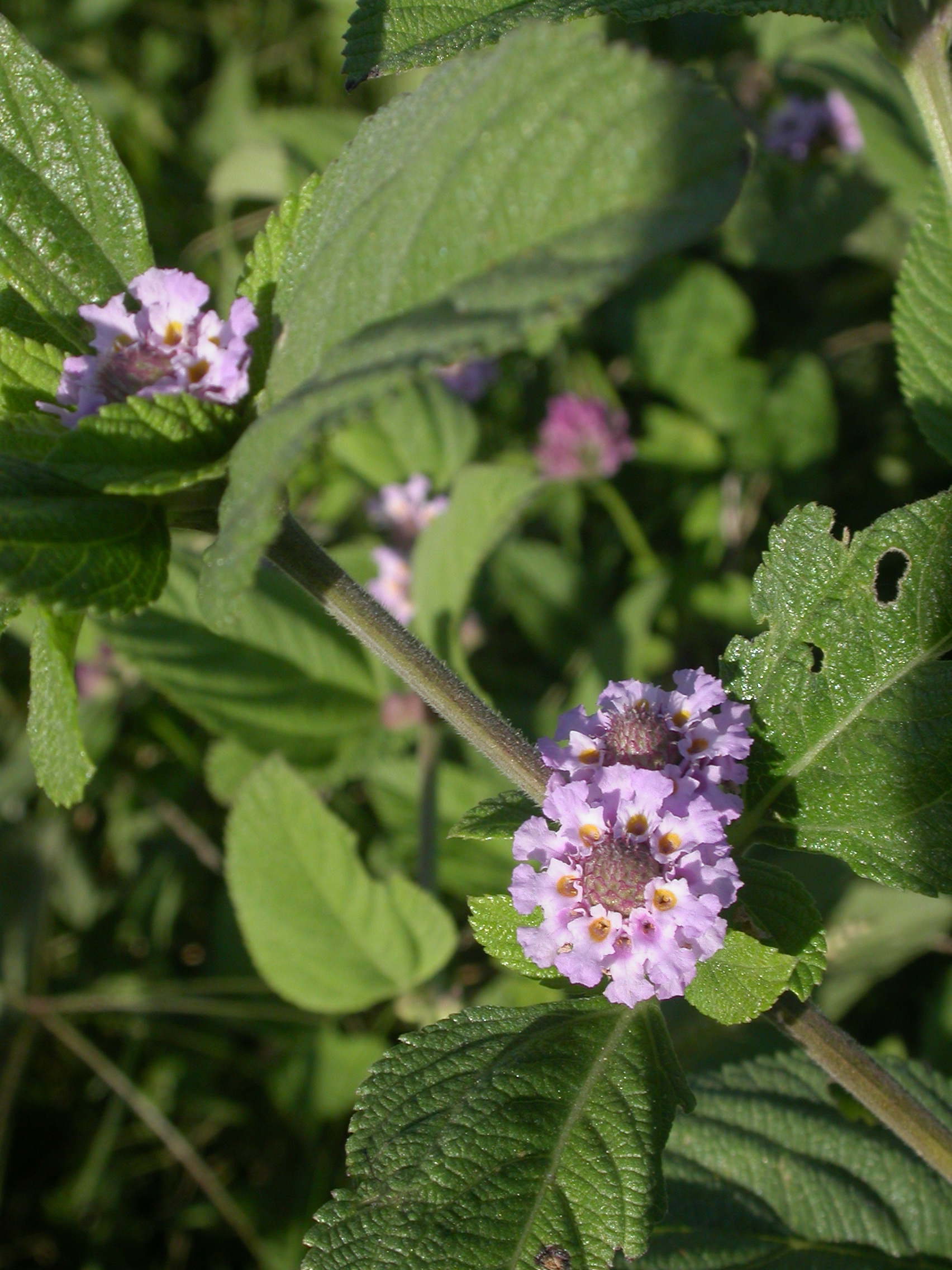
Rameau de Lippia alba var. lanceolata avec feuilles et fleurs (variété à odeur citronnée), cultivée sur le dispositif expérimental agricole “Julio Hirschhorn” (La Plata, Argentine)

Selon Tropicos  (Attention liste brute contenant possiblement des synonymes) :
- Lippia alba fo. alba
- Lippia alba var. alba
- Lippia alba var. carterae Moldenke
- Lippia alba var. globiflora (L'Hér.) Moldenke
- Lippia alba fo. intermedia Moldenke
- Lippia alba var. lanceolata (Griseb.) Múlgura
- Lippia alba fo. macrophylla Moldenke
- Lippia alba fo. scabra Moldenke

## Utilisations

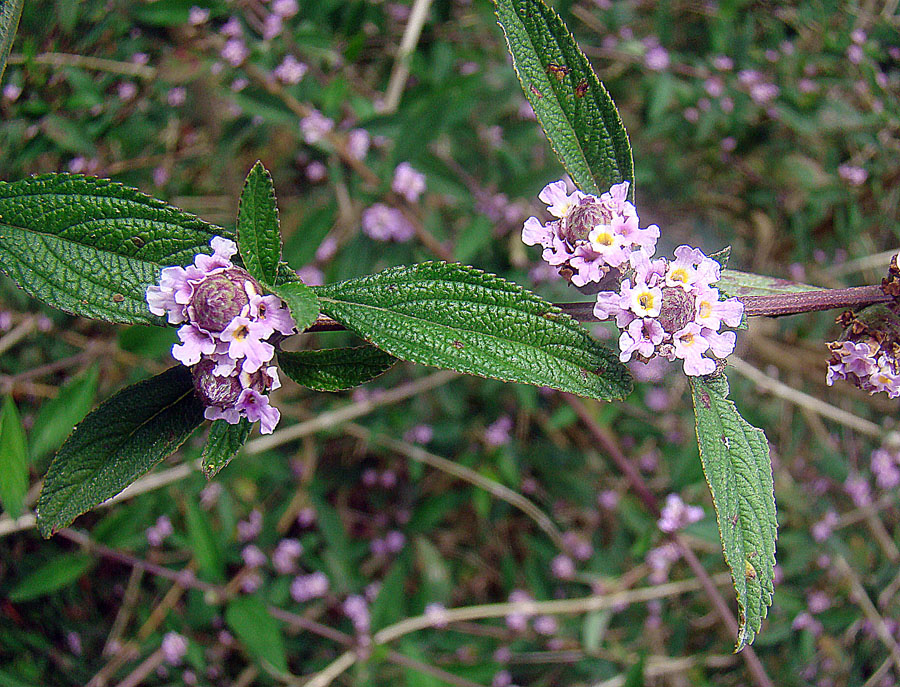
"Hierba Negra", employée au Costa Rica comme condiment et plante médicinale contre les migraines, cultivé dans un jardin près de San Luis (Costa Rica)

Lippia alba est largement cultivée comme ornementale, pour son feuillage aromatique et ses belles fleurs.
La composition de l'huile essentielle est unique pour chaque plante, mais peut inclure de la pipéritone, du geranial, du citral, du caryophyllène, du camphre, de l'eucalyptol, du limonène, des carvones, du germacrène, de l'α-guaiene, du β-ocimène, du linalol, et/ou du myrcène.
Les feuilles sont utilisées pour assaisonner certains plats traditionnels, tels que les sauces mole dans l'Oaxaca (Mexique).
La plante est utilisée pour ses propriétés médicinales : elle est généralement considérée comme somatique, sédative, antidépressive, et analgésique. Dans la Caraïbe, elle est particulièrement recommandée pour soigner la grippe et le rhume. Son usage médicinal est très répandu en Amérique tropicale. En Guyane, les créoles consomment les feuilles en décoction réputée calmante voire soporifique ou en infusion très sucrée pour calmer les douleurs cardiaques et la tachycardie, et les Alukus l'utilisent contre l'hypertension artérielle et comme antigrippal. Au Brésil, les Caboclos du bas Amazone en font une tisane pour endormir les enfants et calmer leurs pleurs, les Caboclos de Santarém et du Rio Madeira l'utilisent contre les maux d'estomac, et les Tikuna l'emploient pour soigner les maux de tête. Elle est considérée comme vomitive en Amazonie péruvienne.

## Galerie

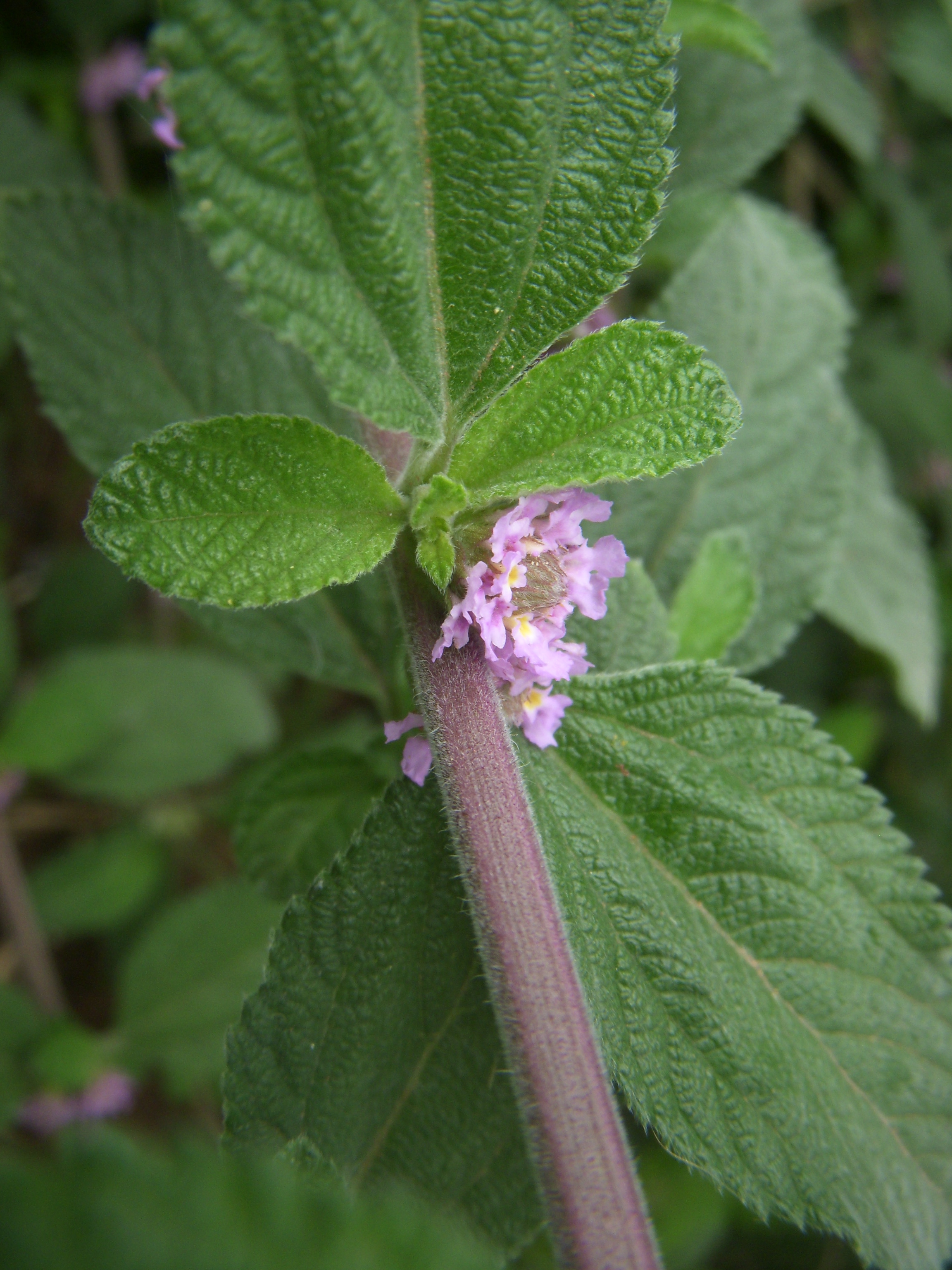
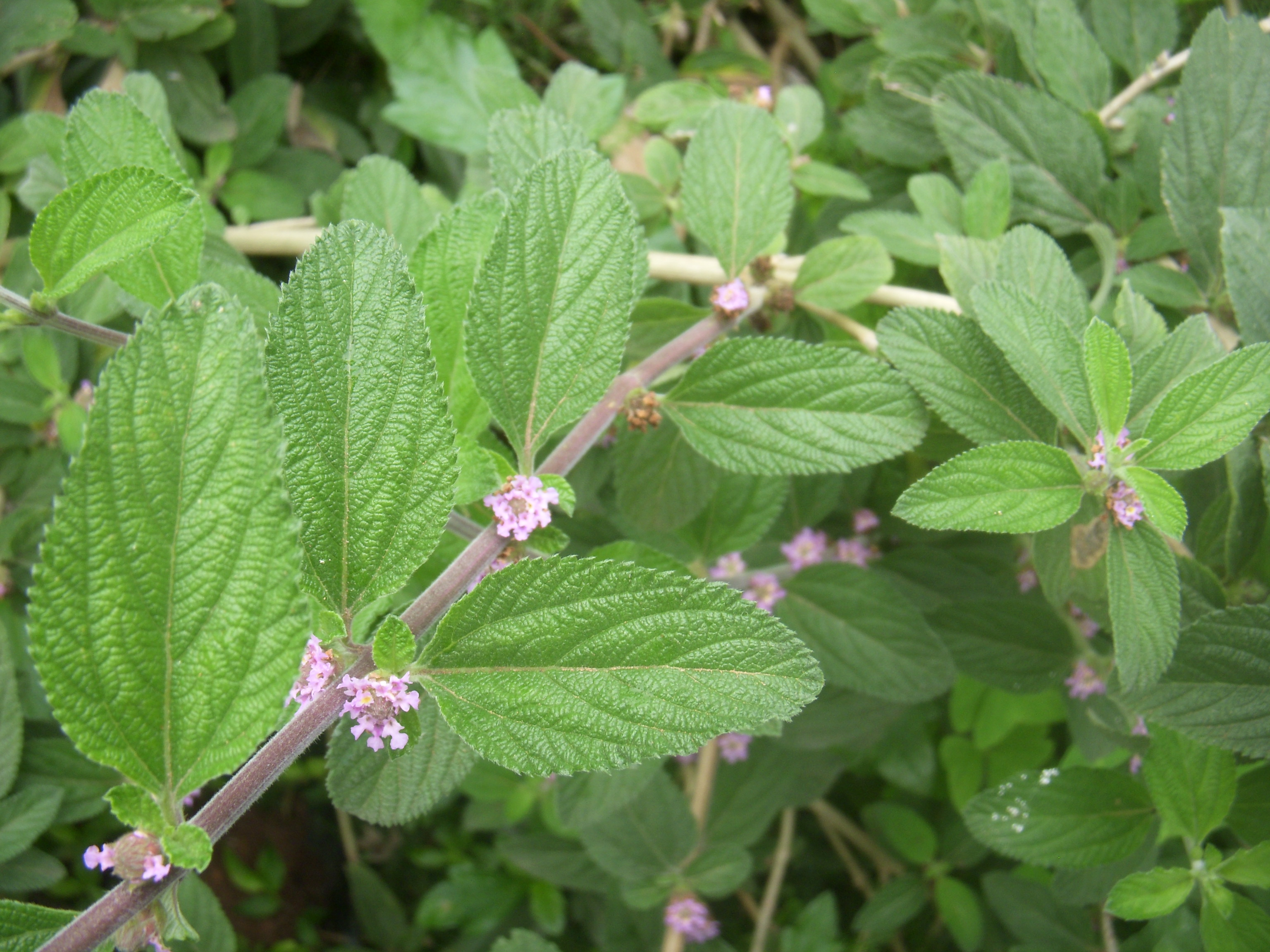
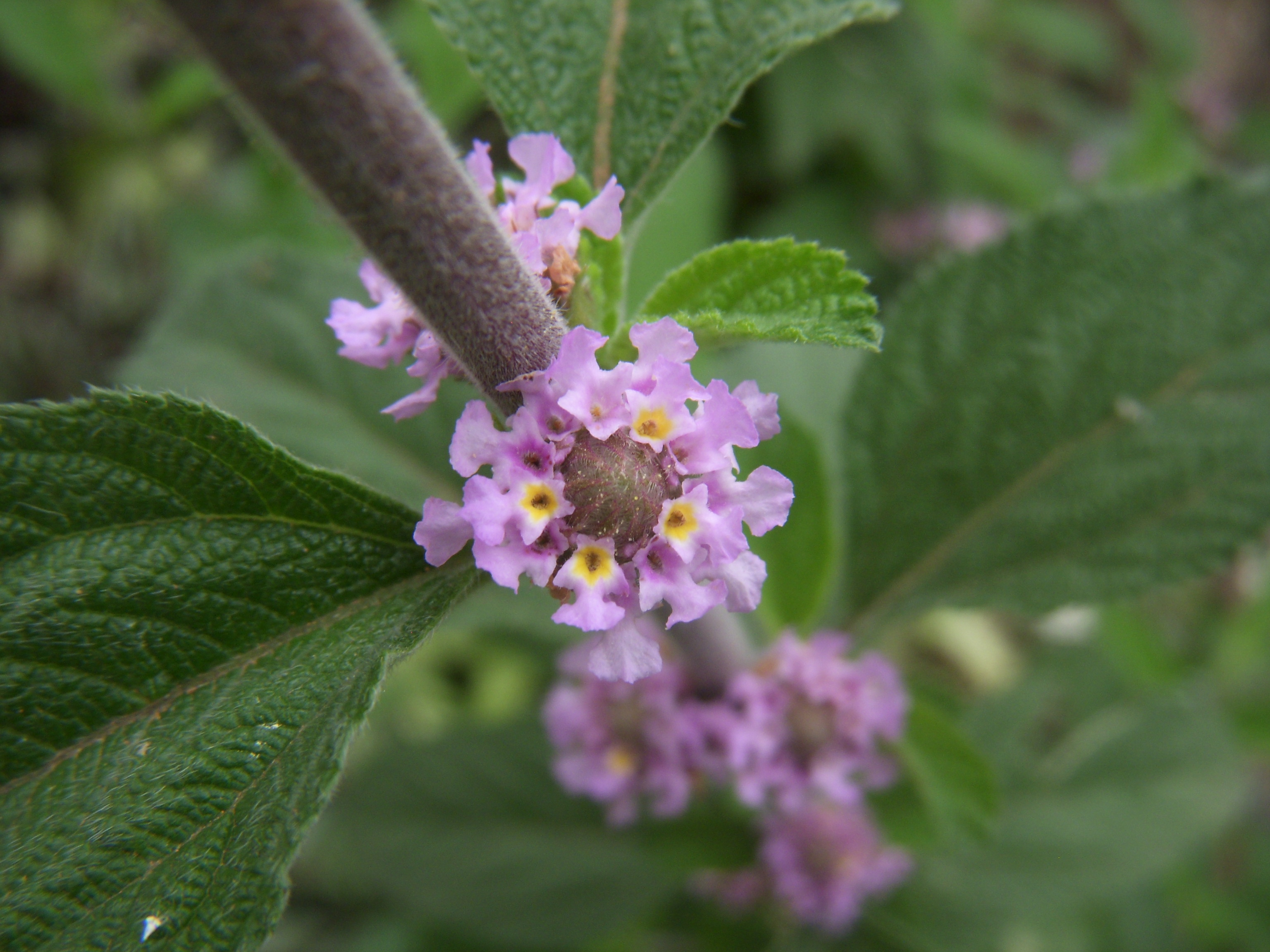
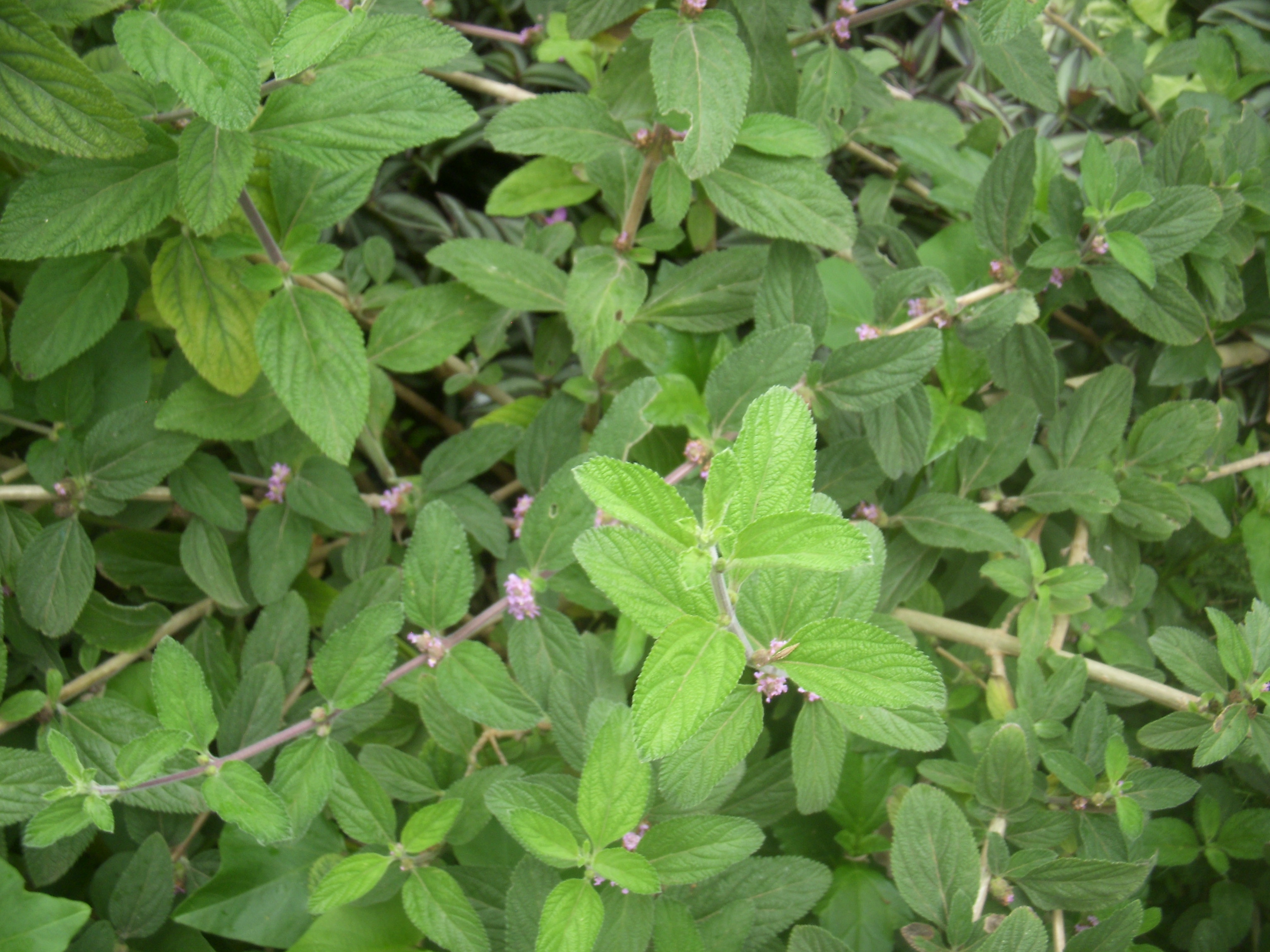
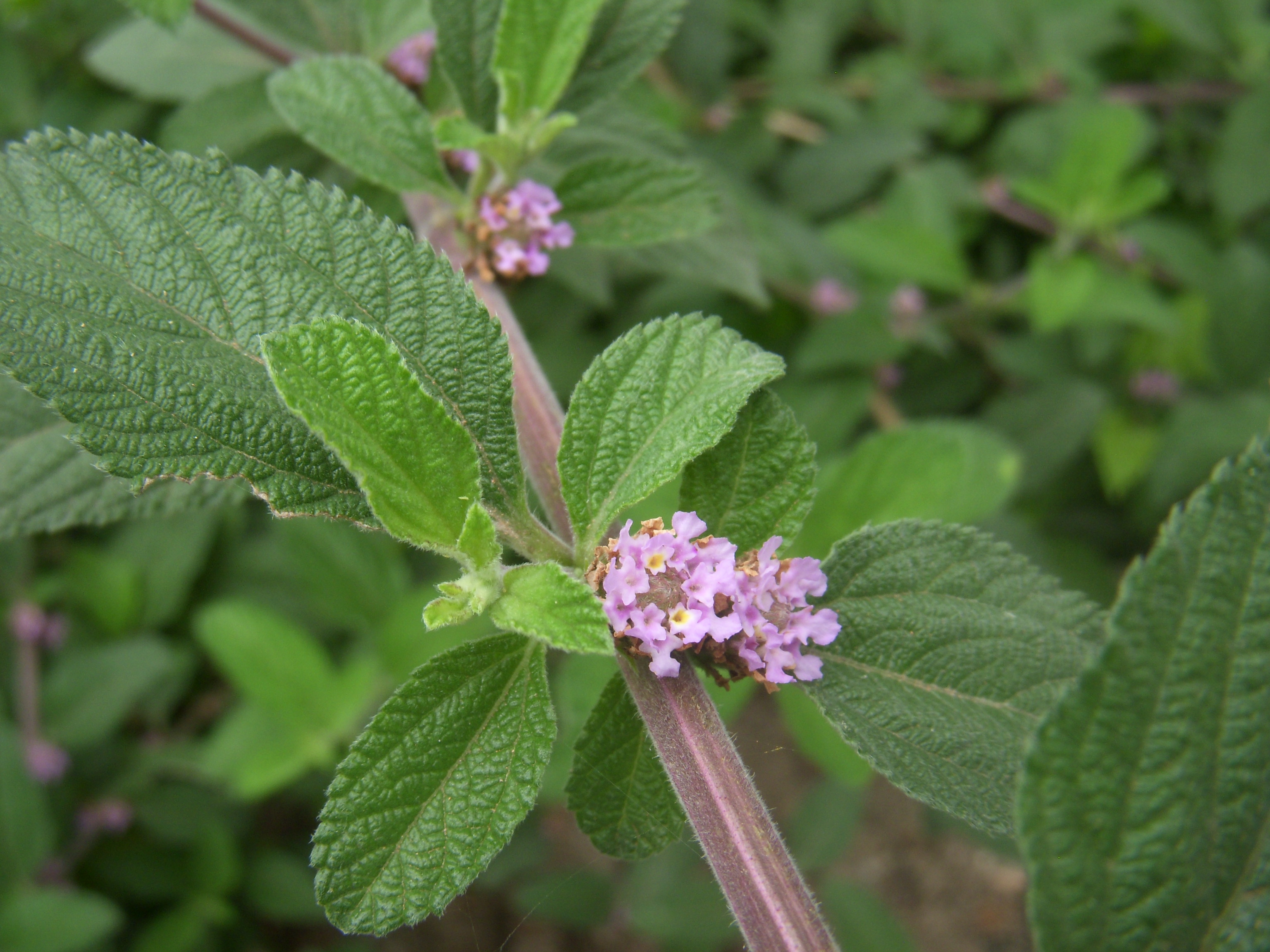
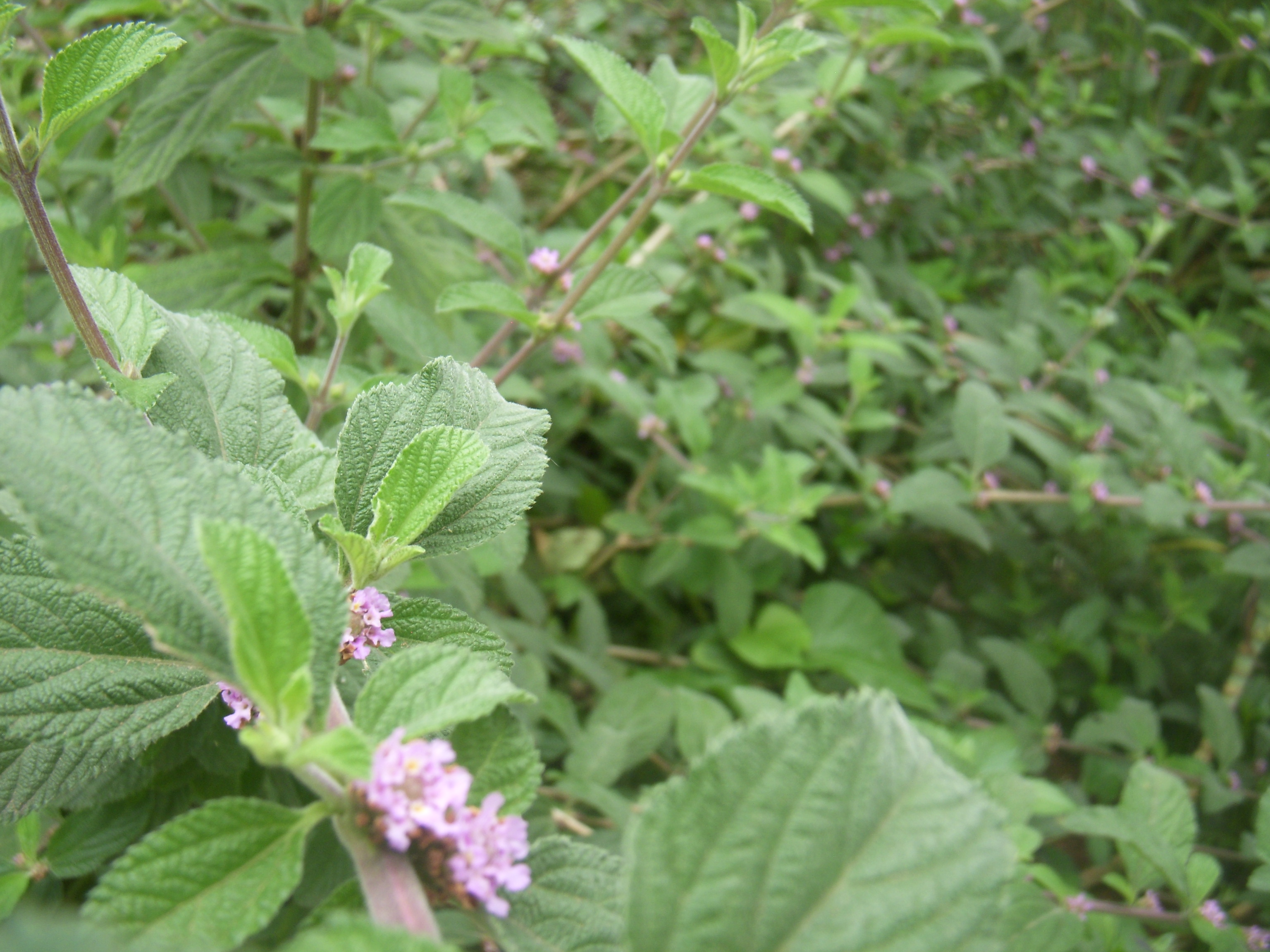